# グウェネス・モロニー
グウェネス・モロニー（英語: Gweneth Molony、1932年6月17日 - ）は、オーストラリア出身のフィギュアスケート選手（女子シングル・ペア）。パートナーはエイドリアン・スワン。1952年オスロオリンピックオーストラリア代表。

## 人物
夫はアイスホッケー選手のジェフ・ヘンケ。姉は同じくフィギュアスケート選手のパトリシア・モロニ―。父はアイスダンス選手のE. J. テッド・モロニー。

## 主な戦績

### 女子シングル
| 大会/年              | 1949-50 | 1950-51 | 1951-52 |
| -------------------- | ------- | ------- | ------- |
| オリンピック         |         |         | 21      |
| 世界選手権           |         |         | 19      |
| オーストラリア選手権 | 1       | 1       | 1       |

### ペア
| 大会/年              | 1949-50 |
| -------------------- | ------- |
| オーストラリア選手権 | 1       |